# Maler der Frankfurter Eichellekythos
Der Maler der Frankfurter Eichellekythos (englisch Painter of the Frankfort Acorn) war ein um 410 v. Chr. tätiger Vasenmaler des attisch-rotfigurigen Stils.
Seinen Notnamen erhielt er nach einer Eichellekythos im Frankfurter Liebieghaus. Thematisch und stilistisch steht er dem sogenannten Meidias-Maler nahe und wird zu seinem Kreis gezählt. Ausgehend von der Lekythos in Frankfurt werden ihm noch zwei weitere Bauchlekythen zugeschrieben: der Bauchlekythos F 2705 in der Berliner Antikensammlung und der Bauchlekythos 91.AE.10 in Malibu, J. Paul Getty Museum.
Die Vase in Frankfurt trägt die Signatur eines nur dadurch bekannten Töpfers namens Phintias, der wahrscheinlich auch die beiden anderen Vasen getöpfert hat.